# گلوبول (شبکه تحویل محتوا)
گلوبول (به انگلیسی: Globule) نام شبکه تحویل محتوا بود که از سال ۲۰۰۶ تا ۲۰۱۱ در دانشگاه یو وی آمستردام وجود داشت. این شبکه به گونه‌ای کار می‌کرد که صفحات وب را بین داوطلبان سرویس دهی تقسیم می‌کرد تا زمانی که کاربران به وب سرویس مورد نظر نیاز داشتند، به نزدیک‌ترین آن‌ها متصل شوند. این شبکه بر روی سرورهای لینوکس و ویندوز نصب می‌شد و به صورت افزونه‌ای بر وب‌سرور آپاچی نصب می‌شد.